# 井上新一
井上 新一（いのうえ しんいち）は、熊本県出身の元アマチュア野球選手である。ポジションは外野手。

## 来歴・人物
八代第一高等学校を卒業した後に社会人野球の九州産業交通チームに入団し、攻走守三拍子が揃った外野手(左翼手や中堅手)として活躍していた。第3回社会人野球日本選手権大会から2年連続で大会優秀選手に選ばれた。その後、1977年のドラフト会議で南海ホークスから5位指名されたが、入団を拒否した。その後、1978年のアマチュア野球世界選手権日本代表にも選出された。
同じ九州産交でもプレーすることになる渡辺長助とは高校の同期である。